# Ivan Sharpe
Ivan Gordon Sharpe (St. Albans, 15 de junho de 1889 - Southport, Lancashire, 9 de fevereiro de 1968) foi um futebolista inglês que atuava como ponta esquerda. Ele defendeu as cores da Seleção Britânica de Futebol nos Jogos Olímpicos de Estocolmo, em 1912, sendo campeão olímpico.
Ele também é um dos poucos jogadores a defender as cores tanto do Leeds City (65 jogos e 17 gols) quanto do Leeds United (1 jogo e 0 gols).
Após a aposentadoria, ele teve uma longa carreira como jornalista esportivo, tornando-se presidente da Football Writers Association. Ele atuou como editor do Athletic News Football Annual e também do Athletic News Cricket Annual. Em 1936 ele foi selecionado pela BBC para ser um dos dois jornalistas (o outro sendo Norman Creek) que pela primeira vez forneceu comentários ao vivo sobre a final da FA Cup. Ele continuou a contribuir com um artigo contundente para o programa de jogos do Wolverhampton Wanderers por muitos anos, até sua morte. Ele produziu um volume de memórias "40 anos no futebol" em 1954. Foi num desses artigos que ele utilizou o termo "Jogo de Posição" sobre um novo estilo de jogar futebol que pulverizaria o antigo. Tal estilo de jogo foi utilizado por Rinus Michels para alcançar o que ficou conhecido como Futebol total.
Outro artigo famoso de Sharpe é "Soccer Top Ten" de 1962, onde ele detalha seus dez jogadores favoritos.

## Conquistas
Derby County
- EFL Championship: 1911-1912

Seleção Britânica de Futebol
- Jogos Olímpicos de Estocolmo - 1912: Medalha de Ouro